# Долгов, Игорь Асонович
Игорь Асонович Долгов (1930—2016) — советский и российский учёный в области земледельческой механики, академик ВАСХНИЛ (1990), академик РАН (2013).

## Биография
Родился 15 мая 1930 года в Ростове-на-Дону.
В 1952 году — окончил Ростовский институт сельскохозяйственного машиностроения (сейчас это — Донской государственный технический университет).
С 1952 по 1954 годы — инженер-конструктор ГСКБ завода Ростсельмаш.
С 1954 по 1965 годы — аспирант, младший научный сотрудник, заведующий лабораторией сеноуборочных машин Научно-исследовательский институт сельскохозяйственного машиностроения имени В. П. Горячкина (ВИСХОМ).
С 1965 по 1970 годы — доцент кафедры теоретической механики и теории механизмов и машин, декан факультета механизации сельскохозяйственного производства Московского института инженеров сельскохозяйственного производства имени В. П. Горячкина.
В 1969 году — защитил докторскую диссертацию.
С 1970 по 1980 годы — заместитель академика-секретаря Отделения механизации и электрификации сельского хозяйства ВАСХНИЛ, заместитель председателя Отделения ВАСХНИЛ по Нечернозёмной зоне РСФСР (Ленинград).
В 1975 году — избран членом-корреспондентом ВАСХНИЛ.
В 1980 году — присвоено учёное звание профессора.
С 1980 по 1983 годы — ректор, заведующий кафедрой «Сельскохозяйственные машины» (с 1983 по 2001 годы), с 2001 года — профессор кафедры Ростовского института сельскохозяйственного машиностроения.
Член-корреспондент ВАСХНИЛ с 1975 года, академик ВАСХНИЛ с 1990 года.
Академик РАН с 2013 года — Отделение сельскохозяйственных наук РАН.
Умер 28 марта 2016 года.

## Научная деятельность
Разработчик конструкций многих сельскохозяйственных машин, в том числе: грабли поперечных тракторные, сенный брикетный пресс-подборщик, устройство для плющения скошенной травы, пресс-подборщик для безвязочного прессования сена и соломы, устройство для сортировки томатов и др.
Автор более 270 научных трудов, в том числе 14 монографий, учебников и учебных пособий. Имеет 59 авторских свидетельств и патентов на изобретения.
Основатель научной школы: под его научным руководством подготовлены и защищено более 30 докторских и кандидатских диссертаций.

## Общественная деятельность
- член секции Комитета по Ленинским и Государственным премиям
- член Головного совета межведомственной региональной программы «Повышение продуктивности сельского хозяйства Нечернозёмной зоны Российской Федерации»
- депутат Ростовского областного совета народных депутатов
- председатель президиума Ростовского областного совета общества «Знание»

## Награды
- Медали ВДНХ
- Орден Почёта (2000)
- Заслуженный деятель науки и техники РСФСР (1992)